# ПОНАБ

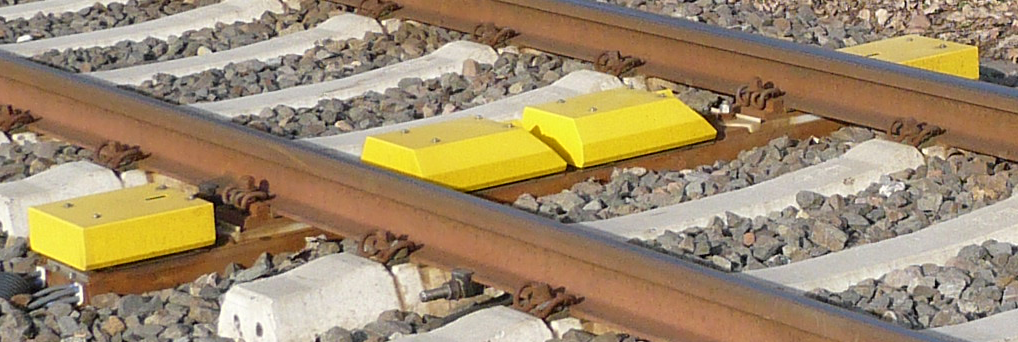
Датчики ПОНАБ (PHOENIX MB)

ПОНАБ (сокращение от «прибор обнаружения нагретых букс») — средство обнаружения нагретых букс (угрожающих разрушением или пожаром) на железной дороге.

## Принцип действия
ПОНАБ производит измерения в процессе прохождения поезда. Прибор устанавливается около железнодорожного пути перед станцией и сообщает порядковые номера вагонов, сторону и номер оси с перегретыми буксами на пост дежурному по станции или оператору ПТО; эта информация используется осмотрщиками вагонов после остановки поезда. В более простом варианте включается световой указатель в виде символа «V» прозрачно-белого цвета, установленный далее по пути следования поезда, сообщающий локомотивной бригаде о наличии перегретых букс в составе.
ПОНАБ содержит инфракрасные датчики, которые измеряют температуру проходящих мимо них букс, и установленные на пути магнитные педали, которые отсчитывают оси состава.
Некоторые варианты прибора включают краскоотметчик, который при обнаружении перегретой буксы разбрызгивает краску и помечает перегретую буксу для удобства осмотрщика.
ПОНАБ может ложно срабатывать при прохождении паровозов, потому что некоторые части паровоза (например, днище топки) сильно нагреваются при работе. Также ложное срабатывание возможно при перевозке горячих грузов (агломерат-окатыши), при течи горячей воды из системы отопления пассажирских вагонов или при прохождении ПОНАБ в режиме торможения фрикционным тормозом — из-за нагрева тормозных колодок.